# Fernando Fernández (historietista)
Fernando Fernández Sánchez (Barcelona, 7 de febrero de 1940 - Barcelona, 9 de agosto de 2010), que firmaba con su nombre y su primer apellido, fue un historietista, ilustrador, portadista y pintor español. En el primero de estos campos, su estilo gráfico también se acerca al de la ilustración, rehuyendo por lo general cualquier matiz caricaturesco. Junto con otros autores de su misma generación, como Josep María Beá (1942), Luis García (1946), Felipe Hernández Cava (1953), Carlos Giménez (1941), Enric Sió (1942) o Adolfo Usero (1941) participó en la renovación del cómic español.

## Biografía

### Inicios profesionales
Fernando Fernández inició su carrera en septiembre de 1956, a la edad de 15 años, en la editorial Grafidea para pasar enseguida a la agencia Selecciones Ilustradas del editor barcelonés Josep Toutain. Esta agencia empleaba dibujantes españoles para trabajos en editoriales extranjeras, principalmente británicas y posteriormente de Estados Unidos, y en ella se encontraban muchos de los mejores historietistas de la época. Uno de sus primeros encargos fue una historieta de ciencia ficción con el personaje Ray Comet para la editorial francesa Artima. Dibuja también historietas románticas para la editorial británica Fleetway publicadas en las revistas Valentine, Roxy y Marilyn.
En 1958 emigró con su familia a Argentina, donde colaboró en las revistas Gorrión, Totem y Puño Fuerte. Desde allí continuó con su trabajo para la Fleetway, que le encargó historietas bélicas de la serie Air-Ace.
Regresó a Barcelona en 1959. Las obras de esta época aparecerían posteriormente publicadas en España sin firma en las editoriales Manhattan, Ferma e Ibero Mundial de Ediciones.
Hacia 1965 se apartó temporalmente de la historieta para dedicarse a la pintura artística. Realizó en esta época varias exposiciones con éxito y recibió diversos galardones. A mediados de esta década comenzó además a dibujar portadas de novelas y cómic e ilustraciones para revistas femeninas de la prensa neerlandesa, alemana y de los países nórdicos.

### El cómic de autor
Desde 1970 a 1973 publica una tira cómica diaria en el Diario de Barcelona titulada La Mosca. A continuación publica trece historietas con guion propio y sin argumento común, pero que comparten una visión fantástica de la realidad cotidiana. Destacan Una Mañana Maravillosa, alegoría del mundo de los niños y La Fiesta, realizada con la técnica de la caña. Fueron publicadas primero en Estados Unidos, apareciendo once de ellas en Vampirella (aunque no aparecía el personaje femenino que daba nombre a la revista y todas ellas en blanco y negro) entre 1973 y 1975 y otra tardíamente en Eerie, revistas ambas de la editorial Warren Publishing. Posteriormente al estreno americano de la serie, también se publicaron en España y el resto de Europa. Desde comienzos de esta década sigue colaborando como ilustrador de portadas para editoriales americanas como Dell, Bantam, Random House, New American Library o Mc Millan. Otras obras de esta década son L'Uomo di Cuba (Cuba 1898) para la italiana Cepim (la actual Sergio Bonelli Editore) en su serie Un uomo un'avventura y una colección de cinco libros didácticos juveniles, Ciencia y Aventura, publicada tanto en España por Afha como en el extranjero, y por la que recibe diversos premios. También publica Cuba 1898 en Italia con un imaginativo enfoque del montaje, y en 1978 crea la serie juvenil de ciencia ficción Génesis. Al año siguiente, crea la serie fantástica Círculos, donde juega con diversas técnicas.
Es a finales de esta década cuando, ya famoso y cotizado, crea con el guionista Nicola Cuti el lujoso serial de ficción científica Zora y los Hibernautas, que en España fue publicada en la revista 1984 entre 1980 y 1982. 
En 1982 creó Drácula, que fue editada en España por Toutain en la revista Creepy. En 1983 publicó una serie de adaptaciones al cómic de relatos de Isaac Asimov en el álbum de Bruguera Firmado por: Isaac Asimov. Colaboró con Carlos Trillo en la serie La Leyenda de las Cuatro Sombras para Zona 84, siendo publicada por entregas entre 1984 y 1985 en los nueve primeros números de esta revista. Posteriormente publicó la serie de 12 historias Zodiaco, sólo parcialmente conocida en España a través de Tótem el Comix entre 1989 y 1990. También diversas historietas de ciencia ficción y dos relatos del personaje Argon el Salvaje, publicados por entregas en Zona 84, el primero en 1989 y el segundo, titulado El Summun, en 1990. Además ilustró biografías de religiosos y numerosas obras juveniles e infantiles para editoriales estadounidenses.

### Últimos años
En 1989, debido en parte a la progresiva desaparición de las revistas de cómic para adultos y a problemas de salud, abandonó la historieta y la ilustración para dedicarse a la pintura. Realizó más de 100 exposiciones tanto individuales como colectivas en diversos países. Fue un cotizado retratista que pintó a importantes personajes como Juan Carlos I, Ramón J. Márquez "Ramoncín", María Teresa Campos o Luis del Olmo entre otros. Fue autor del cartel oficial de la Volta a Cataluña de 2002.
En 2004 publicó en la editorial Glénat un libro de memorias titulado Memorias Ilustradas, en el que narró sus recuerdos y anécdotas de la primera época de la editorial Selecciones Ilustradas.
Falleció en Barcelona el 9 de agosto de 2010, después de una larga enfermedad.

## Valoración crítica
La teórica Francisca Lladó, en su clasificación de dibujantes y guionistas del denominado boom del cómic adulto en España, lo adscribe a cierto grupo de dibujantes ilustradores, del que formarían parte Víctor de la Fuente y Enric Sió, independientemente de que se dedicaran luego a la ilustración o al diseño.

## Ediciones en español
- Los invasores del cuerpo humano (1975) (rústica, reeditado posteriormente, con diferente portada en cartoné, por la misma y otras editoriales) Ediciones AFHA internacional
- Cuando el cómic es arte, Fernando Fernández (1976) (rústica con papel de alto gramaje) Toutain Editor
- Viaje al mundo secreto de los insectos (1976) (rústica, reeditado posteriormente, con diferente portada en cartoné, por la misma y otras editoriales) Ediciones AFHA internacional
- Viaje a la prehistoria (1978) (cartoné) Ediciones AFHA internacional
- Cuba, 1898 (rústica) (1979) Editorial Nueva Frontera
- Viaje a las estrellas (1979) (cartoné) Ediciones AFHA internacional
- Firmado por Isaac Asimov (1983) (rústica) Editorial Bruguera
- Zora y los hibernautas (1983) (rústica) Toutain Editor
- Drácula (1984) (rústica) Toutain Editor
- La bandera española (1985) (cuaderno con grapa) editado por la Dirección General de Relaciones Informativas y Sociales de la Defensa bajo la producción de Selecciones Ilustradas. Color de Josep María Miralles.
- The Crown, la corona del espacio (1987) (cartoné, álbum de ilustraciones con espacios para pegar 18 hologramas de la colección) Nutrexpa
- Lucky Starr, los océanos de Venus (1989) (el álbum aparece completo en el interior de Gran Aventurero n.º 5) Ediciones B
- Zora y los hibernautas (2004) (cartoné, reedición) Glénat
- Drácula (2004) (cartoné, reedición) Glénat
- La leyenda de las cuatro sombras (2009) (cartoné con guion de Carlos Trillo) Glénat
- Edición especial 40 Aniversario de Drácula de Fernando Fernández (2021) (cartoné con reserva UVI) cARTEm CÓMICS